# Aiyong Cuo
Aiyong Cuo (kinesiska: 埃永错) är en sjö i Kina. Den ligger i den autonoma regionen Tibet, i den sydvästra delen av landet, omkring 1 100 kilometer väster om regionhuvudstaden Lhasa. Aiyong Cuo ligger 4 289 meter över havet. Arean är 17,5 kvadratkilometer. Trakten runt Aiyong Cuo är ofruktbar med lite eller ingen växtlighet. Den sträcker sig 8,8 kilometer i nord-sydlig riktning, och 8,3 kilometer i öst-västlig riktning.
Genomsnittlig årsnederbörd är 130 millimeter. Den regnigaste månaden är augusti, med i genomsnitt 29 mm nederbörd, och den torraste är november, med 2 mm nederbörd.